# Свято-Троїцький собор (Луцьк)
Комплекс споруд монастиря та костелу бернардинів, кафедральний собор Луцької і Волинської єпархії Православної Церкви України — пам'ятка архітектури національного значення, розташована на Театральному майдані Луцька. Збудований як костел Святого Хреста — один із давніх фарних костелів колишнього Луцька, подарований ордену бернардинів у середині XVII століття. У 1721 році був збудований новий мурований монастир, а будівництво костелу завершилося у 1789 році. Архітектором костелу був Павло Гіжицький. У другій половині XIX ст. комплекс монастирських споруд був переданий православній громаді Луцька. У 1870-х роках храм перебудували, додавши йому вежу та центральну баню. Функції православного собору став виконувати з 1880 року.
Будівлі колишнього бернардинського монастиря використовуються окрім ПЦУ також різними державними закладами та комерційними організаціями.

## Історія

### Перші згадки
Бернардинському комплексу передував костел Святого Хреста, який розташовувався поруч майбутнього костелу й монастиря.

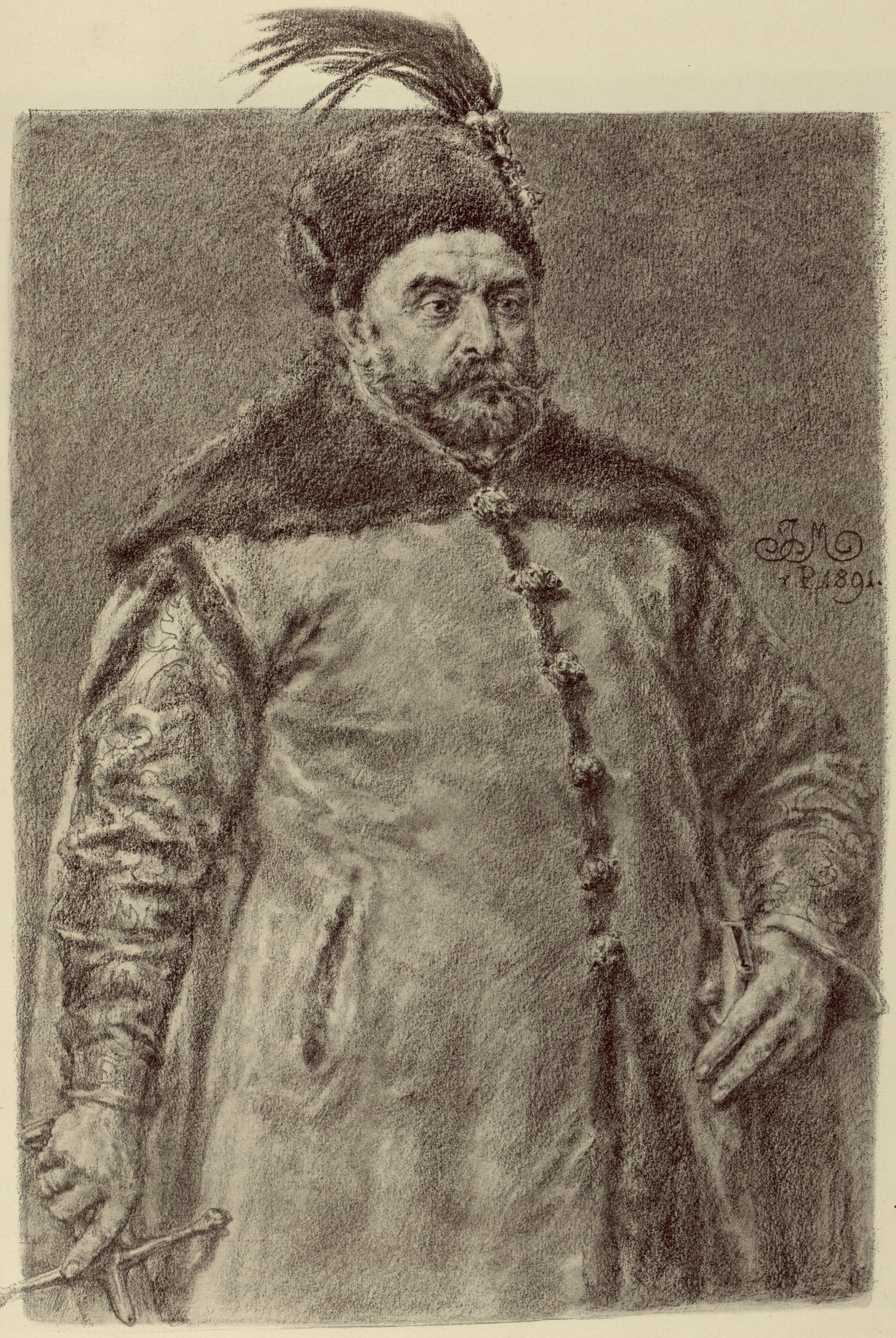
Стефан Баторій

В літературних джерелах є певна невизначеність стосовно даного храму. Так, Ян Длугош зазначає, що існував костел Святого Хреста в долині напроти замку на правому березі річки Стир і що він згорів у 1431 році. Проте такий костел в долині невідомий з інших джерел. Натомість храм із такою назвою знаходився на Градній горі. Автор Терський називає костел Святого Хреста першим католицьким храмом Лучеська (стара назва Луцька) і відносить його найраніше існування до XV століття. З 1585 року походить ще одна згадка про нього як такий, що вже існує напроти Малих воріт, які стояли на вулиці Олицькій (десь біля Градної гори). Храм знаходився на колишніх землях православного монастиря Святого Василя, закріплених за ним підтверджувальною грамотою Великого князя литовського Свидригайла. Згідно з іншим документом, король Стефан Баторій фундував костел Святого Хреста, надавши йому колишні маєтності василіан. Автор Б. Колосок зазначає, що храм Святого Хреста існував до появи бернардинів у місті і ними ж певний час використовувався.
Пізніші відомості та теперішнє розташування дають змогу підтвердити правильність тих документів, які свідчили про розташування костелу Святого Хреста на Градній горі. Однак залишається нерозв'язаним питання про те, що мав на увазі Длугош у XV столітті і чи має згаданий ним храм стосунок до костелу на горі. Дослідники виявили, що хоча до історії заснування пам'ятки зверталися багато авторів, але наведені ними відомості неузгоджені.
В першій половині XVII століття є ще документальні згадки про костел, які, правда, дають мало інформації. Так, відомо лише, що у свято Святої Трійці вулицями Луцька, зокрема Олицькою, відбувалася урочиста хресна хода від кафедрального костелу Святої Трійці до костелу Святого Хреста.

### Костел під опікою бернардинів

Емблема ордену

У 1643 (за іншими даними — 1645, 1646) році пані Агнешка Станішевська, дружина луцького земського судді Войцеха Станішевського, купила ґрунти біля костелу Святого Хреста і подарувала їх ордену бернардинів, які на той час прибули в місто. 13 січня 1646 року отці конвенту отримали привілей від короля Владислава IV на купівлю ділянки у Юзефа Сеницького. На землі, придбаній чи подарованій ордену, були поховані 40 тисяч місцевих жителів, які загинули від нападів татар та козаків під проводом Хмельницького. На цих землях вони заснували монастир. Також до них перейшов і костел Святого Хреста. Агнешка Станішевська також фундувала при бернардинах шпиталь для вбогих і придбала для них кам'яницю поруч. Біля монастиря знаходилися два обгороджені цвинтарі, господарські будівлі, тартак, городи.

#### Конфлікт із парафією Святого Якуба
У середмісті Луцька неподалік вірменського кварталу і майдану Ринок знаходився костел Святого Якуба.
У 1646 році між священником цього костелу і бернардинами стався конфлікт.
Агнешка (Пашинська) Станішевська придбала за 400 злотих для бернардинів ділянку, яка належала до плебанії Святого Якуба. Проте купівля відбулася не прямим внеском коштів, а очевидно, через певний перепис боргу луцьких євреїв від Станішевської до костелу Святого Якуба. Згідно з договором, луцькі євреї мали сплачувати 10 % цієї суми щороку. Проте вже у перший рік вони договору не дотримали.

Каплиця Скорботного Христа

Священник костелу Якуба Мацей Поплавський, зібравши людей з Німецького фільварку, 5 травня скоїв наїзд на свої колишні землі біля костелу, які вже належали бернардинам, але не були ще оплачені євреями. В результаті наїзду сталася сутичка, в якій постраждали двоє ченців, а бернардина Капанара було вбито.
Тодішній луцький єпископ Андрій Гембицький звільнив Поплавського. А члени луцького конвенту бернардинів подали на Мацея до гродненського суду. Суд виніс вирок, згідно з яким Мацей повинен був відшкодувати витрати на похорон ченця Капанара, передати бернардинам певну кількість воску, а також встановити на бернардинському кладовищі стовп чи каплицю із зображенням Ісуса, який плаче. Спірна ділянка таки залишилася за бернардинами. А на кладовищі невдовзі була збудована каплиця Скорботного Христа зі скульптурними фігурами святих. У пізніші століття щонайменше Ганна Потоцька, І. Вагнер, Фурман та Казимир Войняковський зображали каплицю з цвинтарем на своїх роботах. За малюнками каплиця була дзвіницеподібною з чотирма ярусами. Два нижні яруси були восьмигранними, а два верхні — чотиригранними. Між'ярусні карнизи і дах були покриті ґонтом. Капличка прикрашалася тосканськими колонами, нішами з різьбленими скульптурами Божої Матері з дитям та Скорботного Христа.

#### Повернення після нападу
У 1648 році Луцьк зазнав нападу козаків. Президент конвенту Анатолій Янішевський разом з отцями був змушений покинути місто. Костел і монастир залишилися без нагляду і були погромлені юрбами козаків. Монастир був пограбований і підпалений, меблі та вівтар костелу були порубані, забрано дзвони, ікони, інші коштовності. Збитків зазнали і господарські приміщення, які знаходилися поруч з костелом. Згодом бернардини вернулися в Луцьк. У 1650-х їм було пожертвувано понад 2000 злотих. У 1671 році постановою сеймика на ремонт костелу було ще пожертвувано 1000 злотих. Проте у 1696 році він, бувши дерев'яним, згорів. Його підпалив органіст, щоб приховати крадіжку. У 1673 році бернардинці подали до сейму прохання щодо перенесення дороги, яка вела до міста, пролягаючи під самими вікнами монастиря. Відповідний дозвіл вони отримали, і перенесли дорогу далі від вікон.
Після пожежі 1696 року почав будуватися другий дерев'яний комплекс на місці попереднього. Дуже посприяв цьому настоятель монастиря священник Сильвестр Славочевський, а також пожертви Гораїнів та Ліновських. У 1711 році сеймик виділив костелові 300 злотих. На місці старого був збудований новий дерев'яний костел на мурованій основі. Але він довго не простояв. І згодом поруч був заснований новий комплекс.

#### Заснування мурованого комплексу

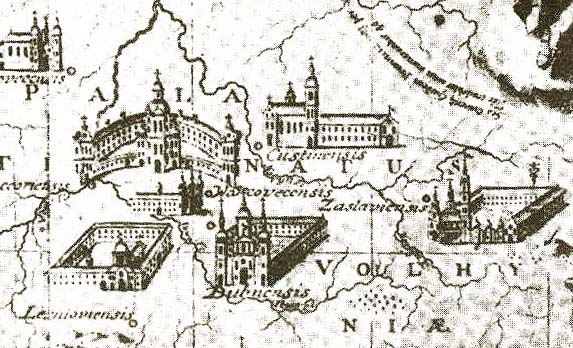
Tabula Chorographica Provinciae Russiae, фрагмент

У 1720 році, коли настоятелем монастиря був Адриан Калинський, відбулося фінансування будівництва нового, цього разу мурованого, монастиря (про костел тоді поки не йшлося). Фундаторами виступили Стрільницькі, Ольшанські, Пясковські, а також хтось із роду Радзивіллів, який надав кошти у розмірі 40 тисяч злотих на монастир і 16 тисяч на підземні ходи. Креслення майбутньої споруди було виконане у формі підкови з двома вежами для оборонних цілей. Костел, найімовірніше, залишався дерев'яним. Проте у 1737 році заклали і новий костел, який у плані мав форму троянди. 

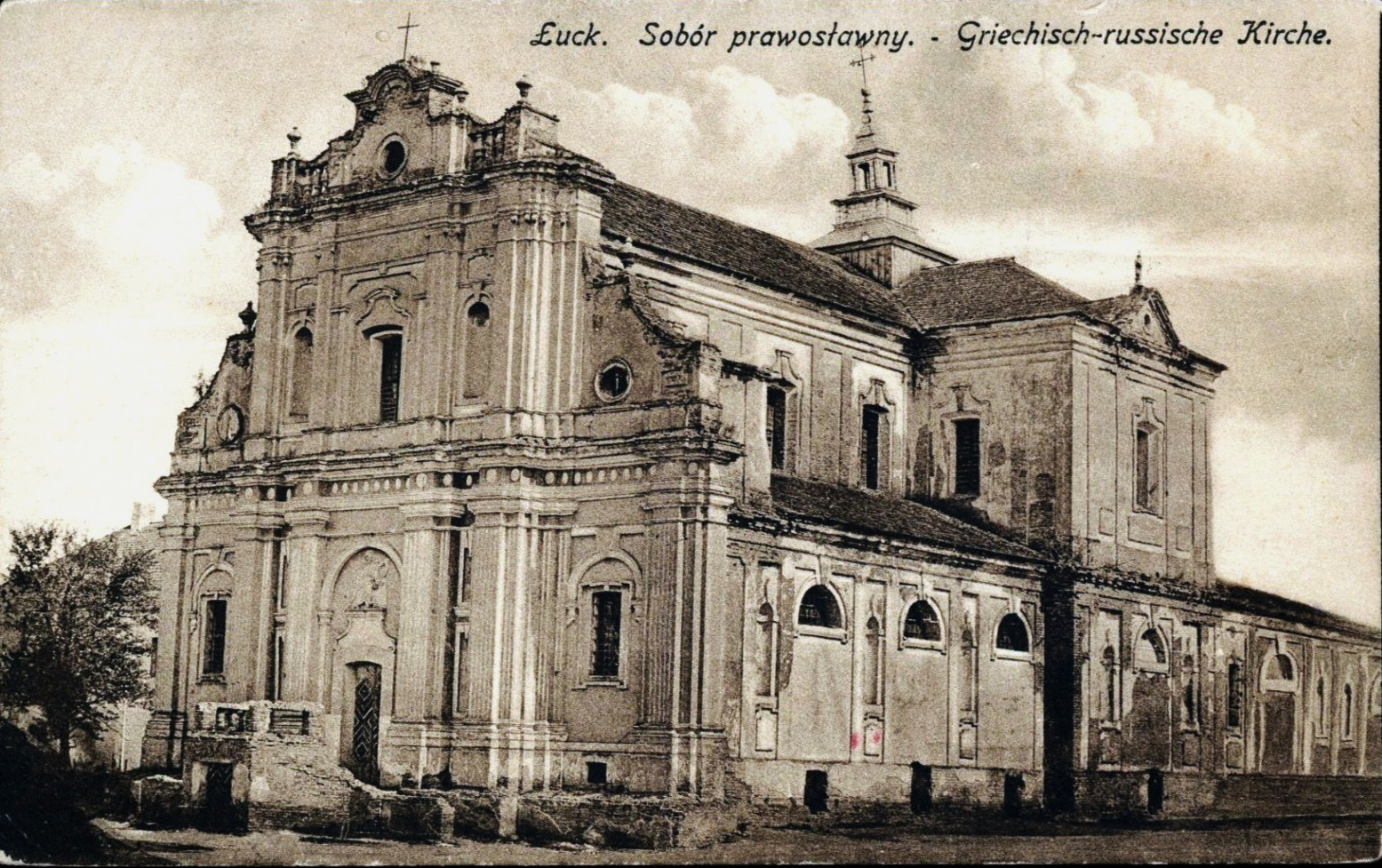
Новий костел

Зображення повного комплексу мурованого костелу й монастиря показане на карті Tabula Chorographica Provinciae Russiae. На мапі костел розташований у центрі кривини підковоподібного монастиря і з'єднаний з його кінцями критими зігнутими галереями. Одначе цей проєкт, а точніше, зламаний дах, не сподобався капітулі, тому настоятель Григорій Михайловський наказав розібрати його фундаменти.
Тоді з'явився новий проєкт архітектора Павла Гіжицького, члена ордену єзуїтів. Фундатором виступив Кароль Станіслав Радзивілл та інші люди. Початок будівництва припав на рік 1754. Завершення будівництва у 1789 році фундували житомирський каштелян Станіслав Прушинський та волинський хорунжий Соболевський. Поки йшло будівництво, служби велися у трапезній, а коли перекрили хори, то в них. Освячення нового костелу відбулося у 1792 році нісенським єпископом Каспером Цєшковським. Мурований костел постав у стилі пізнього бароко. Інтер'єр містив 9 мурованих вівтарів. У Великому вівтарі розміщувався образ Святого Францішка, написаний у Римі Й. Роттані в 1765 році, також образ Божої Матері 1681 року та Святого Антонія 1724 року.
Через дорогу, яка вела до річки (зараз це вулиця Градний узвіз), здавна знаходився цвинтар, який був основним місцем поховань луцьких римо-католиків. Зокрема тут ховали членів тринітарського, кармелітського, єзуїтського, бернардинського орденів. Саме на ньому знаходилася каплиця Скорботного Хреста, збудована за рішенням суду всередині XVII століття. У 1803 році у зв'язку з розширенням міста цвинтар скасували і перенесли в інше місце.

### Комплекс у XIX столітті

#### Касація бернардинського конвенту
У 1793 році російські війська захопили комплекс і використовували його як військовий склад до 1800 року. Згодом у мурах кляштору знаходилася резиденція єпископа Каспера Цецишевського, який домігся виводу військ із приміщення. Свого часу тут перебував імператор Олександр І. У 1850 році костел і монастир постраждали від вогню.
Коли Волинь опинилася у складі Російської імперії, то перші 30-40 років мала певну автономію у національно-релігійному, правовому та адміністративному аспектах. Проте із 1830-х років уряд скасував ці винятки. На додаток, із 1831 він почав активний наступ на католицизм. В результаті цього на Волині, а зокрема в Луцьку, було скасовано багато католицьких інституцій, монастирів. У 1853 році був підданий касації і луцький бернардинський. Монахи ордену були змушені покинути місто. Режим мав на меті взагалі скасувати костел, а натомість розмістити в ньому православну церкву. Пояснювалося це тим, що містові потрібний великий православний собор. Хоча насправді людей православного віросповідання в Луцьку в середині XIX століття було лише 5,5 %. Однак храм продовжував діяти як парафіяльний католицький до липня 1864 року, коли був остаточно відібраний у католиків.

#### Перебудова[13]

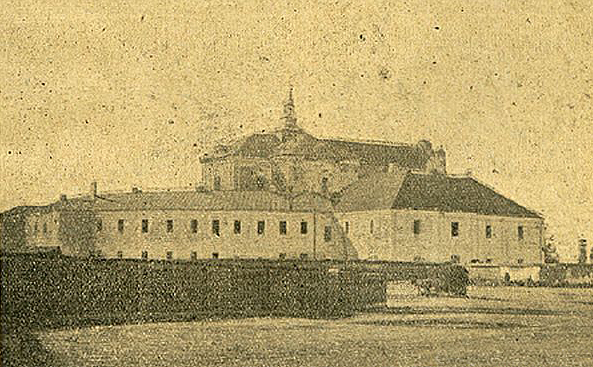
Комплекс до перебудови. Фото 1870-х

Хоча переговори стосовно перетворення бернардинського костелу у православний собор велися із 1830-х років, але реальні кроки почалися лише в 1850-х. У 1864 році костел припинив діяти, начиння перенесли до Житомира. Впродовж 1850-1870 років складалися і перероблялися проєкти перебудови, відбувалися численні листування між різними відомствами стосовно справи, обстежували й переміряли весь комплекс, складали кошторис. Врешті-решт, 1875 року було затверджено кошторис О. Скуратова та В. Дейнеки на суму 37312 рублів на проєкт В. Шаламова. В тому ж році було створено Тимчасовий господарсько-будівельний комітет.
Роботи почалися у квітні 1876 року. Остаточним підрядником (після скандалу щодо невиконання робіт та їх повільного темпу із підрядником Чикіним) було назначено архітектора К. Раструханова. Крім нього, певним чином на відповідальних будівельних посадах були залучені архітектор Дейнека та інженер О. Скуратов. За проєктом В. Шаламова над центральною частиною костелу звели великий купол, а над нартексом — високу одноярусну дзвіницю. Грошей на завершення робіт не вистачало. А оскільки православного населення, яке могло б внести певні кошти, в місті майже не було, тому виходили з ситуації, як могли. Двоповерхові галереї, які сполучали колишній костел із монастирським приміщенням, розібрали, а матеріал продали. Закінчення робіт і передача духовному відомству відбулися у 1879 році. І лише 24 вересня 1880 року собор був освячений. Загалом на перебудову було долучено 13 різних архітекторів та проєктантів.

Комплекс після перебудови

Проте залишалася проблема із дзвоном. Наявний не задовільняв духовенство розмірами. Врешті, втрутився імператор і фундував лиття нового великого дзвону. Його було виготовлено на Фінляндському заводі у Москві. Важив 155 пудів, тобто близько 2540 кг.
Упродовж століття приміщення монастиря перебувало в дуже поганому стані. Тут знаходилася чимала кількість закладів та установ найрізноманітнішого призначення: міська управа, тюрма, конюшні, резиденція єпископа, арсенал. А коли споруда дійшла до дуже критичного стану, то були навіть пропозиції розібрати її, як це сталося з деякими монастирями Луцька, і продати на матеріал. У 1887 році західна частина була передана місту для навчального закладу. Це змусило відремонтувати монастир у 1892 році. 30 вересня 1895 року тут була відкрита чотирикласна чоловіча гімназія. Однак після цього періоду відбулися також різні перебудови. Так, склепіння другого поверху були замінені на плоскі, високий ґонтовий дах — на плоский металевий. Було втрачено первинну форму даху над баштами. Також підвищили другий поверх, збільшили його вікна і влаштували декоративну аркатуру. Одинарні вікна замінили на подвійні, не звертаючи уваги на вертикальне узгодження їхніх осей. Лиштви у формі валику, які обрамлювали вікна, також було втрачено.
Дослідник Богдан Колосок так писав про ті події:
| | \| Бернардинський комплекс — один з небагатьох частково вцілілих після приєднання Волині до Російської імперії. На його прикладі видно, як свідомо і несвідомо нищилися матеріальні і культурні цінності, що дісталися імперії. Багаторічні домагання різних відомств володіти ним показали неспроможність царської влади утримувати його, як і багатьох інших споруд. Комплекс кляштору і костьолу ніколи не розглядався тодішньою російською владою як пам'ятка старовини. Протягом десятиліть наймогутніші державні структури експлуатували його без належних ремонтів, привівши споруду до критичного стану руйнації. Листування між різними відомствами свідчить про низьку ефективність економічної діяльності царського бюрократичного апарату. \| |
| Бернардинський комплекс — один з небагатьох частково вцілілих після приєднання Волині до Російської імперії. На його прикладі видно, як свідомо і несвідомо нищилися матеріальні і культурні цінності, що дісталися імперії. Багаторічні домагання різних відомств володіти ним показали неспроможність царської влади утримувати його, як і багатьох інших споруд. Комплекс кляштору і костьолу ніколи не розглядався тодішньою російською владою як пам'ятка старовини. Протягом десятиліть наймогутніші державні структури експлуатували його без належних ремонтів, привівши споруду до критичного стану руйнації. Листування між різними відомствами свідчить про низьку ефективність економічної діяльності царського бюрократичного апарату. | |

### Комплекс у ХХ столітті

Чоловіча гімназія. Листівка 1917 року

У 1904 році навколо собору і частини монастиря спорудили браму з двома бічними хвіртками та центральною кованою брамою з хрестом. Наступного року в собор розписувати стіни запросили чеського майстра Ф.Параляка.
У 1920-х роках, коли Волинь опинилася у складі Другої Речі Посполитої, почалися розмови про те, щоб повернути бернардинський комплекс католикам. З їхнього боку виступало Цивільне управління землями і католицька громадськість Луцька, а з боку православних — самі керівники собору. Зрештою, справа повернення ні до чого не привела. Колишній костел залишився православним. У монастирі в 1922 році заснували Бібліотеку публічну, яка нараховувала 30 тисяч примірників. Бібліотека наповнилася завдяки уряду та Польському науковому товариству у Львові. Іншу частину приміщення зайняла адміністрація Волинського воєводства.
Після Другої світової у приміщенні монастиря розміщувалися управління міліції, слідчий відділ НКВС. Ще пізніше історичний факультет педінституту. Тут також знаходилася Волинська духовна семінарія до 1964 року, коли її закрили. У 1960-х собор розписувала острозька художниця Л. Спаська. Сюди були передані ікони з Іверської каплиці, яка згоріла у 1961 році. Серед них ікона Іверської Божої Матері 1894 року. У 1985 бернардинський комплекс було занесено до переліку пам'яток архітектури національного значення. З 12 серпня 1992 року Троїцький собор є кафедральним храмом Волинської єпархії Української Православної Церкви Київського Патріархату.

### Початок XXI століття

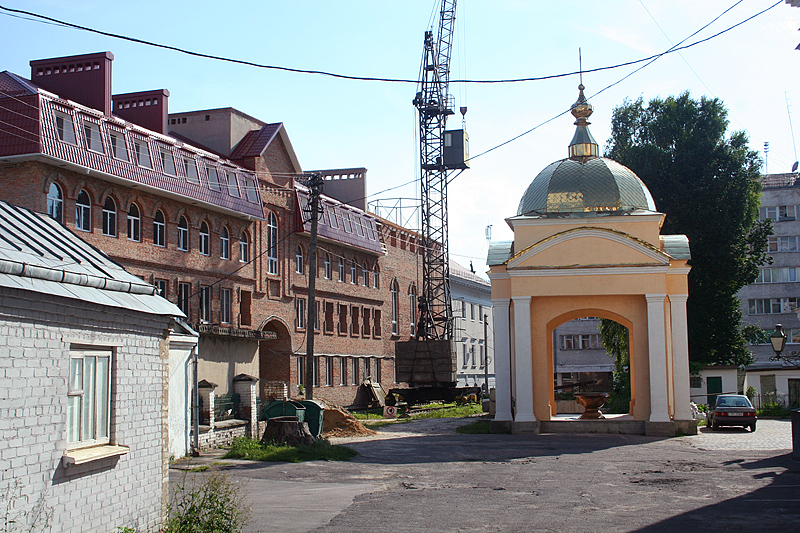
Капличка і семінарія у 2010

У 2004 році на території комплексу споруджено капличку для освячення води. Після пожежі 2005 р. розпочалося будівництво нової будівлі Волинської духовної семінарії УПЦ КП.
Під час будівництва сталася тривожна ситуація, яка, проте, не викликала особливого скандалу та розголосу. У 2008 році під час будівництва нової семінарії було грубо порушено закони України «Про охорону культурної спадщини» та «Про поховання та похоронну справу». Будівництво велося на давньому кургані Романсівка, де свого часу були виявлені рештки перших поселень древніх лучан VIII–X століття. Курган у 1940 році був взятий під охорону як пам'ятка історії. До території кургану також сягало кладовище бернардинців. Під час проведення робіт екскаватори наткнулися на поховання XVII століття. Однак не було проведено ані досліджень, ані перепоховань. Рештки вивезли на будівництво іншого об'єкту в місті, а також у міський центральний парк, де будувалися нові дитячі атракціони. Експертами з відділу охорони культурної спадщини Львівської міської ради тут було зібрано кілька мішків людських кісток, які належали, найімовірніше, бернардинцям, або іншим католикам Луцька. Представники Комітету захисту національної спадщини Луцька робили подання про відкриття кримінальних справ, проте їм було відмовлено.

## Архітектура

### Екстер'єр

План комплексу

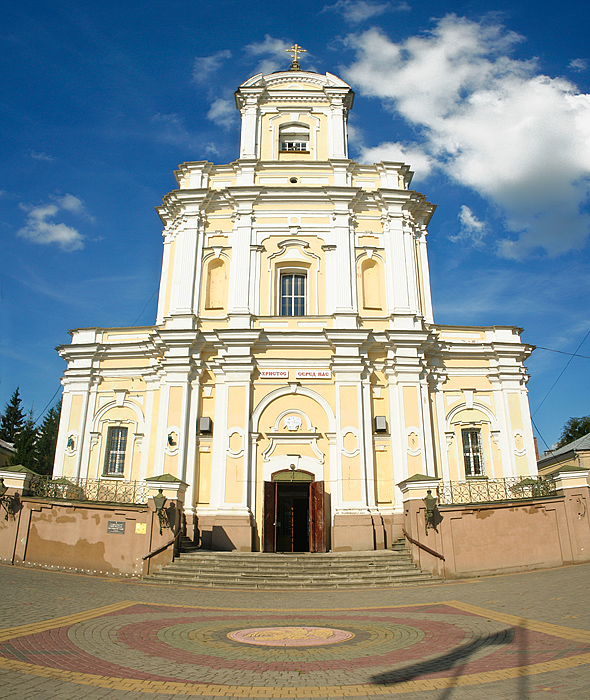
Головний фасад

Оригінальність об'ємно-просторової композиції комплексу полягає в тому, що він розташований на пагорбі над долиною річки Стир. Випуклою стороною підкова монастиря направлена до колишньої дороги у місто. Собор відіграє вагому роль в міській центральній забудові, вносячи вертикальну домінанту і до Театрального майдану, на якому розташований.
Двоповерхове приміщення монастиря у плані має форму підкови шириною 100 м з прямокутними кінцівками, а також двома півциркульними вежами у центральній частині випуклого фасаду. Монастир мав оборонне значення. Проте дослідникам важко вказати, як саме оборонявся монастир, адже не зважаючи на те, що багато авторів-дослідників у минулому звертали увагу на оборонний характер комплексу, ніхто з них не описував, як саме могла відбуватися оборона. Станом на сьогодні, після занедбаного стану упродовж середини XIX століття і різних тодішніх перебудов, декор монастиря дуже бідний. Можна спостерігати лише пілястри та аркатурний пояс над вікнами другого поверху центральної частини. На баштах встановлено спарені вікна з півциркульним завершенням. Склепіння першого поверху — хрестові, другого — плоскі.
Костел до перебудови — восьмистовпна базиліка з трьома поздовжніми і однією поперечною навами, нартексом, криптою. Триярусний головний фасад був прикрашений нішами, фільонками і східчастими пілястрами. Над середохрестям на храмі височіла невелика вежа.
Храм розміщений у внутрішній частині півкола монастирського приміщення. Його середохрестя знаходиться у центрі кривини півкола. Архітектура головного фасаду теперішнього собору у порівнянні з колишнім костелом змінилася з барокової на змішану, бароково-класицистичну. Фасад залишився триярусним. На першому ярусі над бічними вікнами розташовані арки на імпостах, що виступають зі стіни. На другому ярусі розташовані ніші, в яких раніше, могли розташовуватися скульптури святих. Третій (верхній) ярус формується дзвіницею, яка завершується куполом з позолотою. Фасад має кілька вертикальних композиційних осей, на одній із яких (центральній) розташовано вхід у храм. Загалом головний фасад багато декорований уступчастими пілястрами. Центральний купол, розташований над середохрестям собору, має проміжну висоту між монастирем та дзвіницею над нартексом.

### Інтер'єр

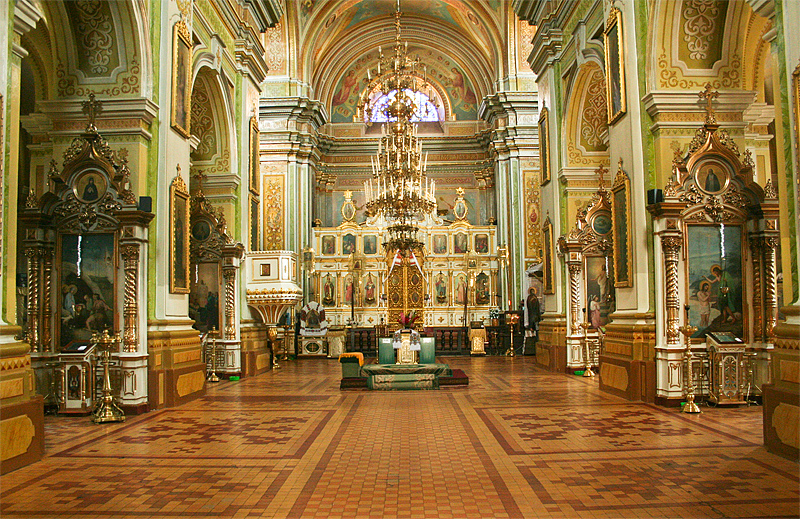
Нава собору

Оскільки об'ємно-планувальна структура храму не могла бути сильно зміненою під час перероблення костелу на православну церкву, то загалом і в деталях структура інтер'єру нагадує католицький храм. Збережені верхні хори для органу, бічний амвон. Хрестові склепіння проєкту архітектора Гіжицького також збереглися. У соборі міститься 8 малих вівтарів біля колон, що розділяють середню та бічні нави. Розписи стін і стелі відзначаються високою яскравістю та світлістю кольорів. У соборі майже не використано темних фарб. Ансамбль інтер'єру є єдиним цілим і виконаний у конкретному варіанті православного канону.

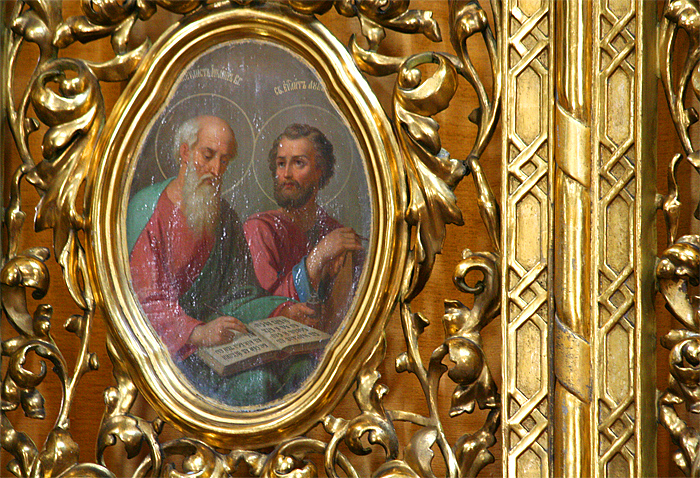
Елемент іконостасу

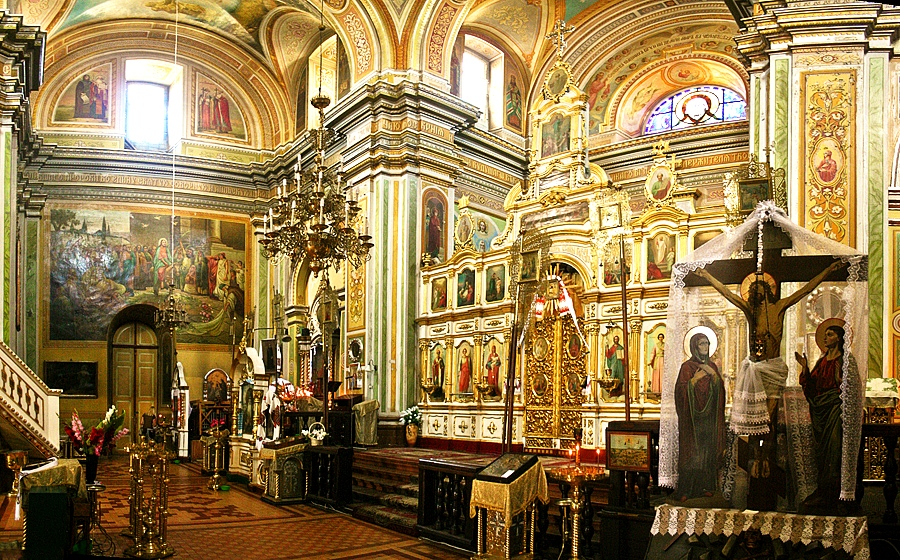
Іконостас собору

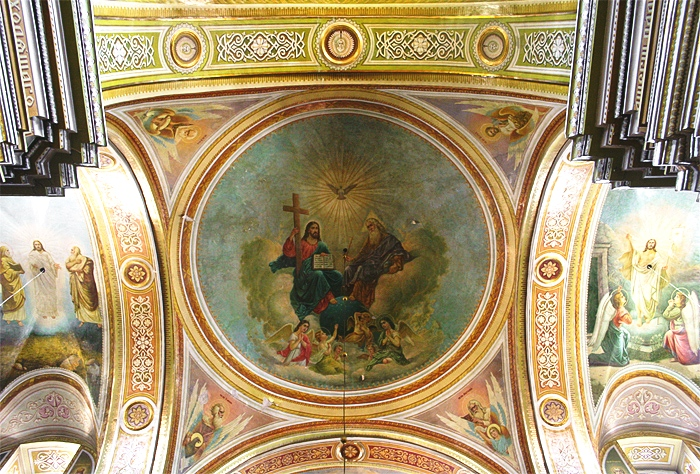
Склепіння собору

У соборі міститься двоярусний дубовий позолочений іконостас псевдоросійського стилю XIX століття. Царські ворота складаються з двох частин з ажурним різьбленням і шістьма клеймами: у двох верхніх, які мають форму хреста, зображено сюжет Благовіщення, а в нижніх — чотирьох Євангелістів. У першому ряді іконостасу розміщені ікони Христа-учителя і Богородиці Одигітрії, далі: Княгині Ольги і князя Володимира і Святих Кирила і Мефодія, Єпископів Моравських. Переважно використано кольори білий, синій, зелений, червоний на темному тлі. Між іконами простір розділений різьбленими колонками. Серед цінних ікон виділяються ікона «Собор руських святих» та Воздвиження хреста з XIX століття, написані на дереві олійними і темперними фарбами з позолотою.

### Крипта і підземні ходи
Собор має так званий нижній храм, який розташований у крипті. Вона іноді використовується для богослужіння. Як зазначалося, у 1720 році було виділено 16 000 злотих для будівництва підземних ходів. Їхня наявність — ще одне свідчення оборонних функцій комплексу. Ходів було вирито три. Два з них мали розміри 120 х 0,6×1 м, вели до річки і в певному місці сполучалися. Вони були знищені під час будівельних робіт у 1960-х роках. Однак залишився третій, малодосліджений. Він має вести у сторону сучасного перехрестя вулиць Лесі Українки та Кривий Вал, де колись знаходилися міські Малі ворота, спостережний пункт (поки не встановили, мова йшла про астрономічну обсерваторію, чи пункт огляду для військових потреб). Цим ходом за потреби можна було дістатися в місто з монастиря. Хід може бути дерев'яним або мурованим. Під час будівництва будинку зв'язку на вулиці Лесі Українки було видно недосліджені конструкції, дуже схожі на конструкції підземних ходів.

### Цвинтар, брама, дзвони

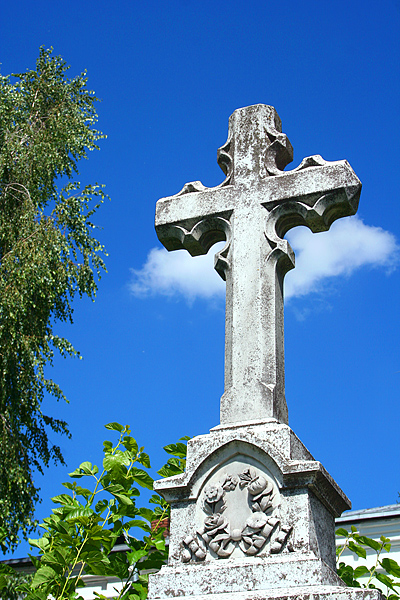
Хрест на цвинтарі

У Свято-Троїцькому соборі використовується 9 дзвонів. Найстаріший виготовлений у 1820 році Найважчий дзвін вагою понад 2,5 т було вилито у 1890 році у Москві. Там є напис: «Божією помощію, Царскою милостію і стараниями Луцкого православного Крестовоздвиженского Братства сооружен сей колокол 1890 года.» Найбільший дзвін собору вилитий у 1907 році.
Поруч із собором знаходиться старовинний цвинтар, на якому збереглося кілька могил з початку XIX століття. Серед них можна побачити могили колишніх луцьких урядовців. Тут також похований митрополит Луцький і Волинський Яків.
Сама територія оточена огорожею з оригінальною кованою цегляною тридільною брамою 1904 року виготовлення. Брама має проїжджу центральну арку, увінчану маківкою з хрестом, та дві прохідні бічні. Від брами іде доріжка до головного фасаду і входу у храм. На території також розміщено господарські приміщення, каплицю.

## Сьогодення

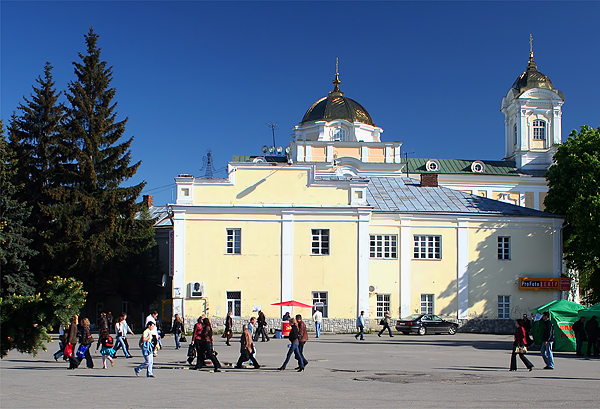
Монастир і собор над майданом

Колишній бернардинський костел тепер є православним Свято-Троїцьким собором Луцької і Волинської єпархії Православної Церкви України. Він розташований на Театральному майдані і є одним із головних його споруд. Собор вважається головним храмом православного населення міста. Храм іноді залучається до різних культурних акцій. Так, під час міжнародного фестивалю Поліське літо з фольклором саме цей собор є місцем проведення православної служби фестивалю із залученням усіх учасників.
Монастир бернардинів сьогодні займають такі організації: обласна бібліотека для юнацтва, фотостудія, церковна крамничка та інші заклади. Поруч побудували нове приміщення православної богословської академії.

### Сучасні дослідження
Серед україномовних досліджень за останнє десятиліття виділяються три праці, які охоплюють історію бернардинського комплексу. У 2001 році авторами П. Троневичем, М. Хільком та Б. Сайчуком була написана книга «Втрачені християнські храми Луцька», де у відповідному розділі вони намагалися подати розширені відомості про комплекс. У 2003 році у праці «Православні святині Луцька» дослідник та архітектор Б. Колосок подав детальну інформацію про перебудову комплексу в середині XIX століття.
У 2004 році Б. Колоском була написана книга «Римо-католицькі святині Луцька», де автор проаналізував історичні дослідження великої кількості авторів, зібрав усі подані ними відомості з історії комплексу. Також він розглянув архівні документи, які раніше не використовувалися дослідниками:
- Opis miasta Łucka i Wołynia — праця, написана луцьким бернардинським ченцем у 1830—1831 роках про історію комплексу.
- Wizyta kościoła i klasztoru X.X. Bernardynów, написана у 1841—1853 роках. Раніше не опублікована.
- Opisanie kościoła i klasztoru X.X. Bernardynów Łuckich, написана у 1841—1853 роках. Раніше не опублікована.

Автор установив й уточнив детальну історію бернардинського комплексу.

## Світлини

Інтер'єр у 1930-х
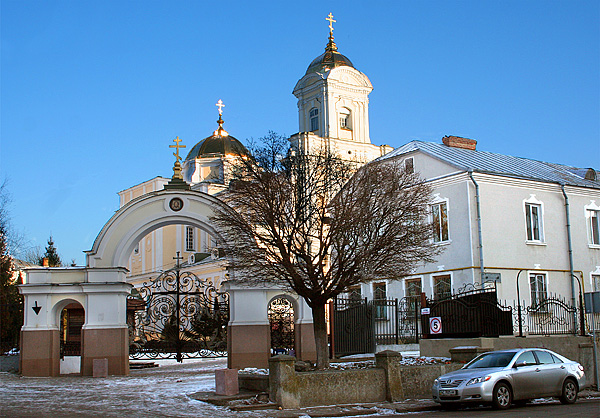
Собор і брама
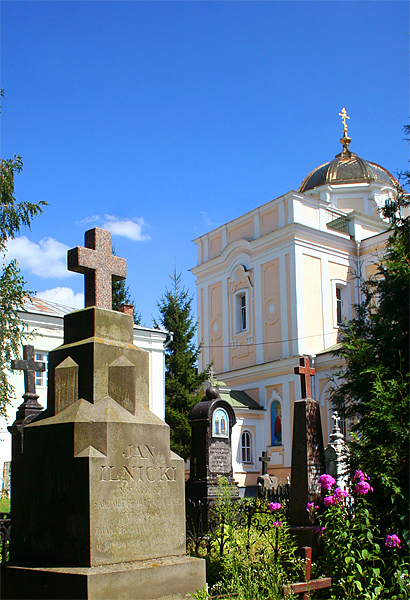
Вигляд
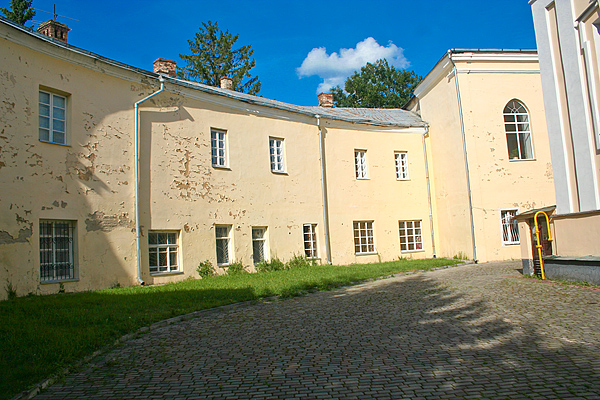
Внутрішній двір
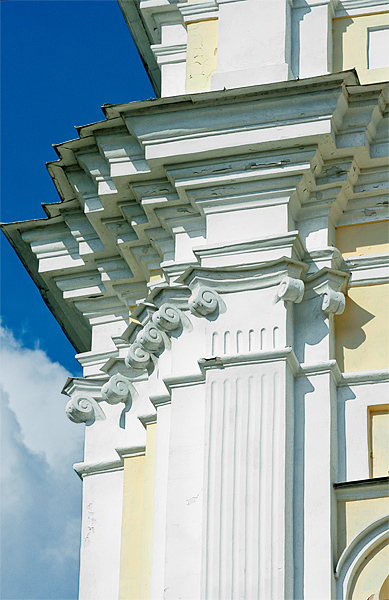
Елемент
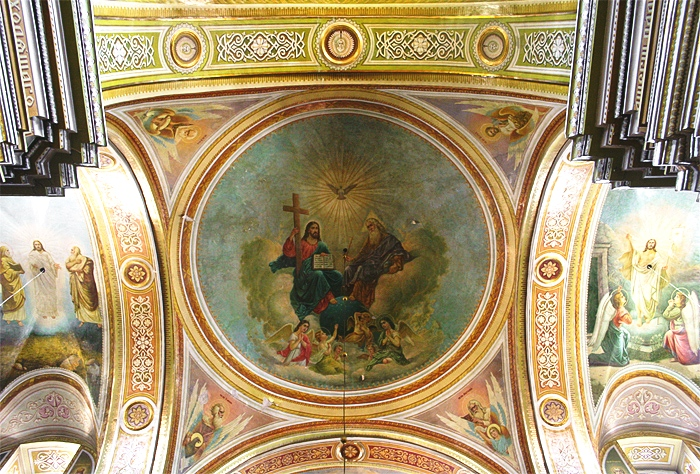
Стінопис купола
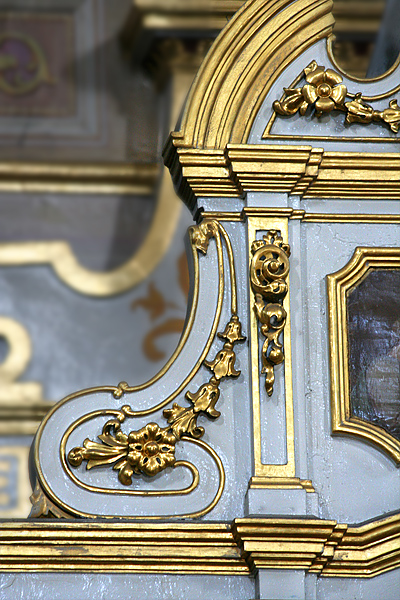
Елемент іконостасу
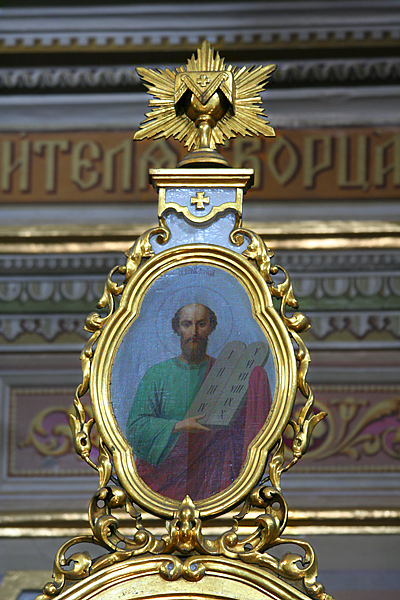
Верхній елемент іконостасу
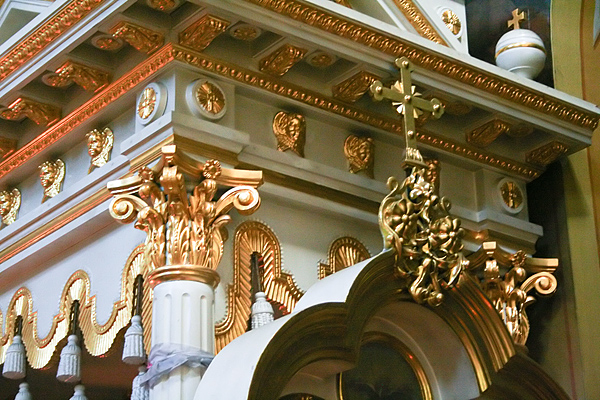
Ківорій
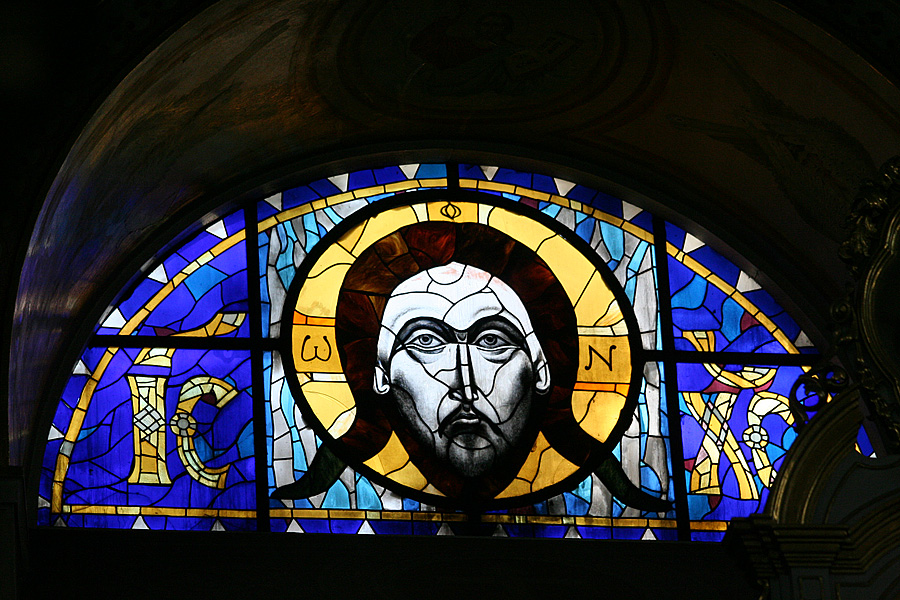
Вітраж
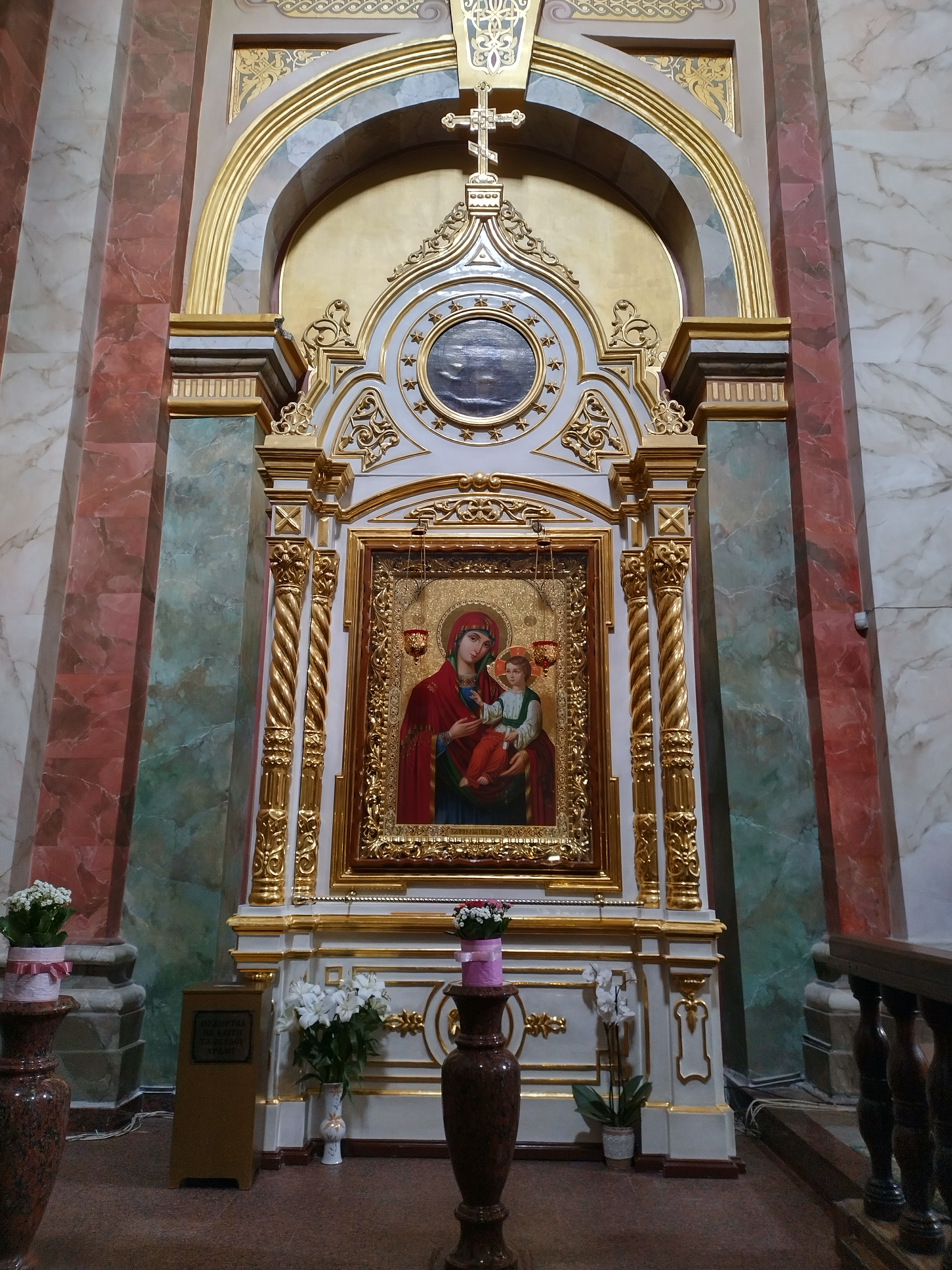
Ікона Божої матері